# Theridion piligerum
Theridion piligerum är en spindelart som beskrevs av Georg von Frauenfeld 1867. Theridion piligerum ingår i släktet Theridion och familjen klotspindlar.
Artens utbredningsområde är Nicobarerna. Inga underarter finns listade i Catalogue of Life.